# Apochthonius forbesi
Apochthonius forbesi är en spindeldjursart som beskrevs av Benedict 1979. Apochthonius forbesi ingår i släktet Apochthonius och familjen käkklokrypare. Inga underarter finns listade i Catalogue of Life.